# Smalnekdartelwants
De smalnekdartelwants (Peritrechus angusticollis) is een wants uit de onderfamilie Rhyparochrominae en uit de familie bodemwantsen (Lygaeidae).
De onderfamilie Rhyparochrominae wordt ook weleens als een zelfstandige familie Rhyparochromidae gezien in een superfamilie Lygaeoidea. Lygaeidae is conform de indeling van bijvoorbeeld het Nederlands Soortenregister.

## Uiterlijk
De soorten uit het genus Peritrechus hebben op het halsschild (pronotum) aan de zijkant een lichte vlek (vaak niet goed zichtbaar). De voordijen hebben slechts één of twee kleine stekels. Ze zijn langvleugelige (macropteer).
Deze wants is 3,8 tot 4,7 mm lang. De kop, de poten, de antennes en de bovenkant van halsschild (pronotum) zijn zwart. Het onderste deel van het halsschild is bruin met zwart. Het schildje (scutellum) is ook zwart, maar met bruin onderaan in de punt, De voorvleugels zijn grijsbruin met een donkere vlek, die in het midden lichtbruin is en met donkere spikkels. Het membraan is donker met lichte aders. Het begin van de donkere dijen is bruin.

## Verspreiding en habitat
De soort komt vooral voor in Noordoost-Europa en in Centraal-Europa tot in het Middellandse Zeegebied. Naar het oosten is hij verspreid tot in het gebied rond de Kaspische Zee. Ze worden aangetroffen in vochtige heidegebieden of gebieden met veel mos zowel op zandgrond als op veengrond.

## Leefwijze
De wantsen leven op de bodem in de strooisellaag of in het mos van de zaden. Ze zijn vaak te vinden onder struikhei (Calluna vulgaris), maar ook in vochtige weiden met mos. De imago’s overwinteren en paren vooral eind april en in mei. De volwassen wantsen van de nieuwe generatie verschijnen vanaf eind juli of in augustus. Er is één generatie in een jaar.